# Louis Français
François Louis Français, född 17 november 1817, död 28 maj 1897, var en fransk landskapsmålare och grafiker.
Français vistades 1846-50 i Italien och stod under inflytande av Camille Corots måleri. Som grafiker kopierade han Corots och andra målare av Barbizonskolans tavlor som litografier.